# صناعة المعادن في الصومال
تنتج صناعة المعادن في الصومال كميات صغيرة من الأحجار الكريمة والملح. يوجد في البلد أيضًا رواسب من الفلسبار والجبس وخام الحديد والنحاس والذهب والكاولين والحجر الجيري والغاز الطبيعي والكوارتز ورمل السيليكا والتنتالوم والقصدير واليورانيوم. تساهم صناعة المعادن مساهمة صغيرة في الصادرات والاقتصاد الصومالي بشكل عام.
أدى انهيار الحكومة المركزية في عام 1991 إلى غموض حول حقوق المعادن. منحت السلطة الحاكمة في صوماليلاند (وهي منطقة في شمال الصومال) شركة تعدين شرق إفريقيا المحدودة الحقوق الحصرية لاستكشاف جميع الرواسب المعدنية في أرض الصومال. خططت الشركة لبدء إنتاج الأحجار الكريمة والرخام في منطقة بربرة في منتصف عام 2006.
في يونيو 2006 ،شركة رانج ريسورس الدولية أن اتفاقها مع السلطة الحاكمة لبونتلاند (التي تقع إلى الشرق من أرض الصومال) والتي أعطت الشركة حصة الأغلبية في حقوق التنقيب عن المعادن والوقود المعدني في بونتلاند كانت مدعومة من الحكومة الفيدرالية الانتقالية. وقد أُعلن في السابق أن الاتفاق باطل على أساس أن الحكومة الوطنية هي الوحيدة المخولة بالتفاوض بشأن الحقوق المعدنية.
حتى عام 2006، استمرت بيانات إنتاج المعادن والتجارة في عدم توفرها بسبب عدم وجود حكومة مركزية عاملة منذ عام 1991 ونتيجة النزاع الذي ساد معظم أنحاء البلاد. أجبرت الحرب إغلاق مصنع الأسمنت ومصفاة النفط في الصومال. تسبب تسونامي المحيط الهندي في 26 ديسمبر 2004 في تعطيل إنتاج الملح في الحردية في أواخر عام 2004 وأوائل 2005 ومن غير الواضح إلى أي مدى تعافى الناتج.
يبدو أن منتجي الأحجار الكريمة والملح حرفيون ويعملون علة نظاق صغير. تم تشغيل مصنع الأسمنت والمصفاة من قبل شركات شبه حكومية قبل إغلاقهما.